# Per Holm Knudsen
Per Holm Knudsen (født 18. december 1945 i København) er en dansk forfatter, psykoterapeut og sexolog. Gift med skuespilleren Hanne Windfeld.

## Børnebilledbøger
- Den lille blå bil (Borgens Forlag 1969)
- Palmen Joachim (Borgens Forlag 1970)
- Sæbeboble grøn og sæbeboble rød (Borgens Forlag 1970)
- Ballonen Bubi (Borgens Forlag 1970)
- Sådan får man et barn (Borgens Forlag 1971)
- Da solen stod op om natten (Borgens Forlag 1971)
- Frøen Jakob (Borgens Forlag 1972)
- Rødspætten Katinka (Borgens Forlag 1972)
- Musen Malle (Borgens Forlag 1973)
- En muldvarp (Borgens Forlag 1982)

## Ungdomsroman
- Conni og bolighajen (Borgens Forlag 1974)

## Noveller
- Børnelokkeren (1979) i antologien Med egne øjne og andre noveller, Borgen
- Og så kan man ikke blive soldat (1979) i antologien Dumme tøser, Jespersen og Pios forlag
- Krig i København (1980) i antologien Billeder fra 60'erne, Forlaget Delta – ny udvidet udgave Branner & Koch (2004)
- Den første kamp (1980) i antologien Idag, Forlaget Oktober
- Langt ude ... i skoven (1982) i antologien Malurt, Forlaget Tellerup

## Oversættelser
- Sven Wernström: Fjendens sprog (1975), Forlaget GMT
- Sven Wernström: Om at skrive som håndværk (1979), Høst og Søn
- Ulf Nilsson: En kamp for livet (1982), Høst og Søn

## Andre bøger
- B. Ørn: Conni og bolighajen, Pædagogiske arbejdsmapper, nr. 15, (1976) GMT (Bidrag)

## Fagbøger
- Sara Skaarup & Per Holm Knudsen: 100 myter om sex (2018), FADL's Forlag

## Priser
Kulturministeriets Børnebogspris 1972 for Sådan får man et barn

## Hammel byråd
Medlem af Hammel byråd 1978-1985 for Tværsocialistisk Liste (Liste T)

## Ekstern henvisning
- Hjemmeside
- Biografi